# Lara Wavre Hockey Club
 (septembre 2016).
Améliorez-le ou discutez des points à vérifier. 
 (mai 2012).
Si vous disposez d'ouvrages ou d'articles de référence ou si vous connaissez des sites web de qualité traitant du thème abordé ici, merci de compléter l'article en donnant les références utiles à sa vérifiabilité et en les liant à la section « Notes et références ».
Le Lara Hockey Club Wavre est un club de hockey belge, situé à Wavre.

## Historique
Le « La Raquette H.C. » voit le jour en 1996 dans un cadre idéal puisque les infrastructures nécessaires existaient déjà. Les premiers membres ont à leur disposition un vieux terrain synthétique ainsi que le club house du tennis déserté pendant l’hiver.
Un comité pour gérer le club est créé en 1997. C’est aussi l’année de la création de la première équipe Messieurs.
1999 voit l’inscription de deux équipes Dames ainsi que la parution du premier « maca stick », le journal du club.
La Raquette devient A.S.B.L. en 2000.
Les premiers « Laras d’Or » sont distribués à la fin de la saison 2002-2003. Ils récompensent les meilleurs joueurs, joueuses, espoirs, coach, entraineurs, personnalités du club pour l’année écoulée.
En 2003, un nouveau terrain synthétique est placé et la saison est marquée par l’arrivée de Patrick Raes qui prend en charge la formation des coachs et entraineurs du club.
En 2007, le « Hockey Club La Raquette » devient le « Lara Hockey Club Wavre ».
Un projet de nouveau terrain synthétique « mouillé » voit le jour en 2009 et se voit octroyer les subventions nécessaires.
En 2011, le nouveau terrain est inauguré le 23 mars par la rencontre internationale qui oppose la Belgique à l’Argentine et attire pas moins de 2 500 spectateurs.
En 2018, le Lara d'or du meilleur arbitre a été décerné à Nicolas Beyaert. 
| 1996      | Création du La Raquette H.C.                                                          |
| 1997      | Mise en place d’un comité pour gérer le club                                          |
| 1999      | Inscription de deux équipes Dames Parution du premier « Maca stick », journal du club |
| 2000      | La Raquette devient A.S.B.L.                                                          |
| 2002-2003 | Premiers « Laras d’or »                                                               |
| 2003      | Nouveau terrain synthétique Arrivée de Patrick Raes                                   |
| 2007      | Le « Hockey Club La Raquette » devient le « Lara Hockey Club Wavre »                  |
| 2009      | Projet de nouveau terrain synthétique mouillé et octroi des subsides                  |
| 2011      | Inauguration du nouveau terrain synthétique mouillé                                   |
| 2013      | L'équipe Dames monte en DH L'équipe Messieurs monte en D1                             |
| 2021      | Inauguration du nouveau Club House                                                    |

## Les infrastructures
Le Lara H.C. Wavre compte dans ses infrastructures :
- 2 terrains synthétiques (2 astro mouillé),
- un club-house avec bar, snack-restaurant,
- des vestiaires Messieurs et Dames,
- un parking.

## Formation
Le Lara, fort d’une École de jeunes très fournie n’a pas de souci à se faire pour son avenir. Quant aux équipes premières, les dames font le dur apprentissage de la division d'honneur et les messieurs visent le maintien en D1.

## Composition des équipes premières

### Effectif 2014/2015 Équipe Dames (Division d'Honneur)
| 9      | BARAL Céline                     |
| 7      | BOUCHE Olivia                    |
| 19     | CHARDOME Géraldine               |
| 12     | FLEMAL Maëlle                    |
| 23     | GREGOIRE Eleonore                |
| 6      | HUTZ Ronja                       |
| 2      | JAMAR Mathilde                   |
| 31     | OLIVER Alessandra                |
| 1      | PICARD Elodie                    |
| 18     | PIROTTE Anaïs                    |
| 13     | STUHLMANN Anne-Rieke             |
| 25     | VAESSEN Juliette                 |
| 4      | VAN HEES Eugénie                 |
| 11     | VAN RAEMDONCK Alice              |
| 17     | VERHEYEN Manon                   |
| 25     | BAUDRY Isaline                   |
| Coachs | VERMEEREN Yannec MICHAUD Mathieu |

### Effectif 2021/2022 Équipe Dames (Division 1)
| 1      | HEYMANS Mathilde                       |
| 3      | PATRIARCHE Laura                       |
| 7      | BRISAERT Florinne                      |
| 8      | VANDERSCHUEREN Erin                    |
| 9      | NERINCX Coralie                        |
| 10     | KALLAERT Claire-Rosario                |
| 11     | VAESSEN Juliette                       |
| 12     | FLEMAL Maëlle                          |
| 18     | PIROTTE Anaïs                          |
| 23     | VANWELKENHUYSEN Mélanie                |
| 24     | VANWELKENHUYSEN Manon                  |
| 25     | BAUDRY Isaline                         |
| 27     | BAUDRY Juliette                        |
| 28     | LONTIE Clara                           |
| 29     | LONTIE Alice                           |
| 38     | VINCENT Manon                          |
| Coachs | LODEWYCKX Bertrand BRULE Jean-Philippe |

### Effectif 2014/2015 Équipe Messieurs (Division 1)
| 10     | DEMOLDER Vincent                  |
| 7      | GELABERT CULLA Jordi              |
| 25     | GERMAIN Aurel                     |
| 5      | GUZMAN Cata                       |
| 2      | LEVY Michaël                      |
| 4      | MAGALDI Tomas                     |
| 16     | MAXENCE Philippe                  |
| 15     | MEURMANS Alexandre                |
| 9      | MEURMANS Augustin                 |
| 14     | PLIESTER François                 |
| 28     | SIMON Jeremy                      |
| 23     | STEENACKERS Junior                |
| 1      | VAN DEN BRANDT Jeremy             |
| 13     | VERBEKE Jean-Erik                 |
| 3      | VERMEEREN Loup                    |
| 8      | VERMEEREN Yannec                  |
| 6      | VINCENT Thibault                  |
| 22     | Weyers Nicolas                    |
| Coachs | Theuniers Pieter Van Geirt Maxime |

### Effectif 2021/2022 Équipe Messieurs (Division 1)
| 1      | CHERPION Quentin (G)                    |
| 3      | VERMEEREN Loup                          |
| 5      | HERINCKX Antoine                        |
| 6      | SIMON Adrien                            |
| 8      | VERMEEREN Yannec                        |
| 10     | MASSON Arthur (C)                       |
| 11     | STRYPSTEIN Gilles                       |
| 12     | NESSE Timothy                           |
| 13     | LODOMEZ Guillermo                       |
| 14     | VAN HEES Emmanuel                       |
| 15     | BOIGELOT Brieuc                         |
| 17     | BOIGELOT Simon                          |
| 19     | OOSTVEEN Christopher                    |
| 20     | DELANDE Charles                         |
| 21     | VAN ERKEL Victor                        |
| 22     | VERWILGEN Loïc                          |
| 25     | GERMAIN Gilles Aurel                    |
| 27     | DESES Victor                            |
| 30     | LEDUC Victor                            |
| 32     | REGNIER Antoine                         |
| 33     | BEYAERT Nicolas                         |
| Coachs | COPPIN Pierre-Emmanuel PINNOY Alexandre |